# Constantin Acropolite
Constantin Acropolite (Κωνσταντίνος Ἀκροπολίτης, Konstantinos Akropolitês en grec), né vers 1250 et mort entre 1321 et 1324, est un hagiographe byzantin. 

## Biographie
Constantin Acropolite  est le fils de l’historien et homme d’État Georges Acropolite (1217-1282).  Il a un frère connu sous son nom monastique Melchisedech. Il évoque également un autre personnage qu’il considère comme son frère spirituel, Georges Iber, qui a le même âge que lui et qui est éduqué au côté de Constantin.
Constantin reçoit son éducation de l’empereur Michel VIII Paléologue (r. 1261-1282).
Il  est nommé ministre  par l'empereur Michel VIII Paléologue. En désaccord avec la politique d’union des Églises romaine et byzantine proposée par Michel VIII au concile de Lyon en 1274, Constantin s’oppose et tombe en disgrâce, perdant toutes ses fonctions. À la fin du règne de Michel et au début de celui d'Andronic II Paléologue, Constantin réintègre la cour, puis, plus tard, accède à la fonction de logothète général (logothetes tou genikou, chargé des finances et taxation) vers 1282. Une décennie après, il est nommé à la fonction de Grand logothète, entre 1294 et 1321, au côté de Théodore Métochitès.
Constantin est aussi connu pour sa grande production d’œuvres hagiographiques et de lettres adressées au pape et à la famille impériale.

## Famille
Marié à Marie Comnène Tornikina, il a deux filles et un garçon. L’une de ses filles, Théodora Acropolite, épouse en 1294 le pinkernès, neveu de l’empereur Andronic II, Alexis Philanthropénos (1283-1335/1340). Son autre fille épouse Michel (n. 1285) futur empereur de Trébizonde et fils de Jean II Comnène.  Seule la mort du fils de Constantin est connue 1295.

## Restauration du monastère d’Anastasia et son Typikon

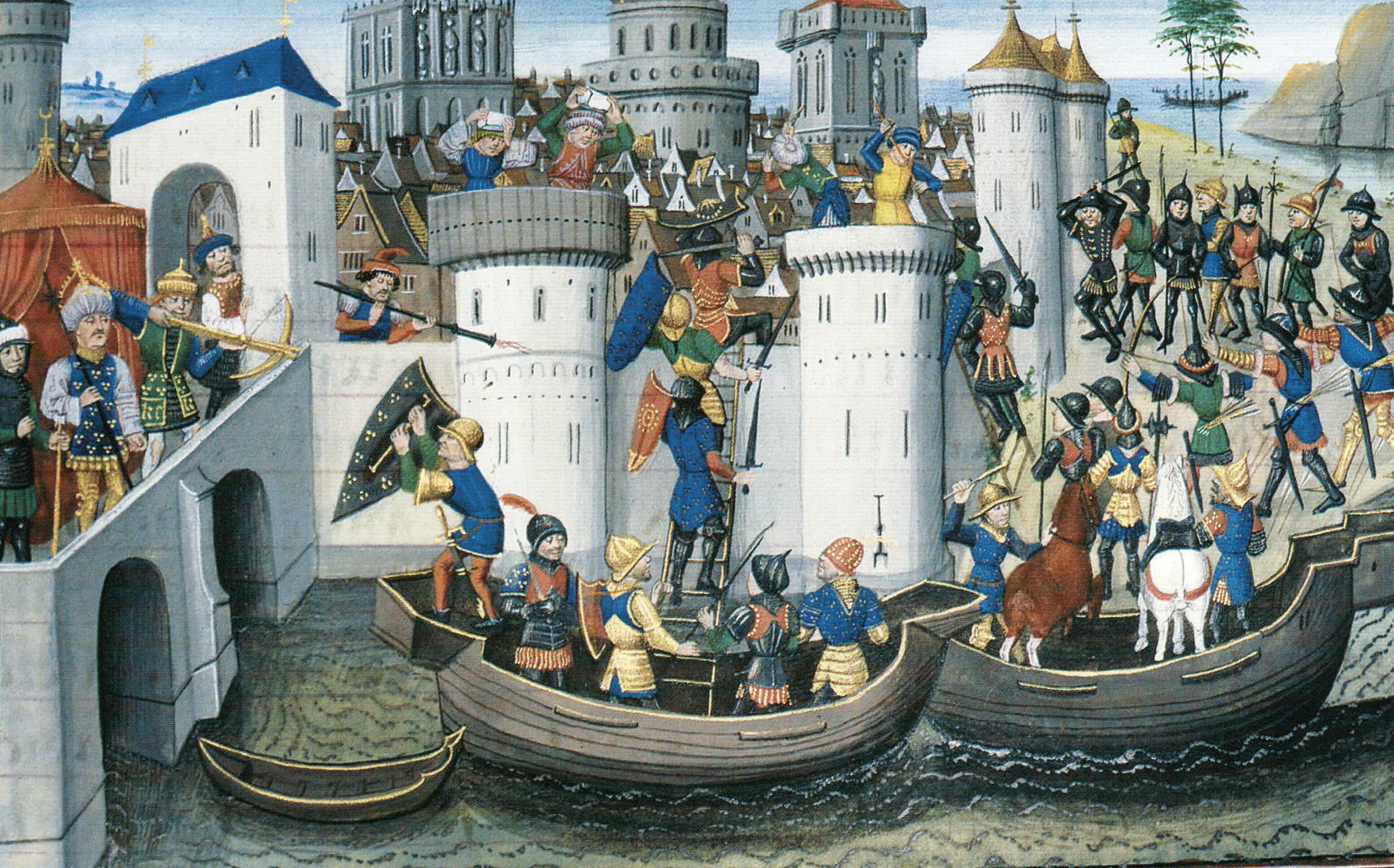
Sac de Constantinople par les Croisés en 1204.

Constantin Acropolite participe à la restauration du monastère d’Anastasia, situé à Constantinople, commencé par son père Georges Acropolite vers 1260/70. Ce monastère fut détruit lors du sac de Constantinople par les Croisés. Un siège qui débute en 1204 et prend fin en 1261 par le traité de Nymphée avec les Génois et l’entrée de Michel VIII Paléologue dans Constantinople.
Constantin débute la rédaction de l’appendix du typikon (livre liturgique où figurent les instructions pour les offices divins et les hymnes de l’office divin), en 1295. Ce livre est achevé à sa mort en 1324. Néanmoins, la particularité de son typikon, c’est qu’il a pris la forme d’un λόγος (un discours), lors de la rénovation. Dans ce livre est raconté en plusieurs chapitres l’histoire du monastère d’Anastasia. Le manuscrit original de ce typikon comporte la cote EEBS 37 [1969–70] 459–65.
Le premier chapitre traite des prières et de ce que les hommes peuvent offrir à Dieu. Le deuxième raconte une histoire sur l’âge et l’importance de l’Église de la Résurrection, également appelée Anastasia, ainsi que sur son fondateur. Dans le troisième chapitre, Constantin explique les dépenses que son père et lui ont dû engager pour reconstruire le monastère, en insistant particulièrement sur les siennes. Au chapitre 4, il explique pourquoi il a repris le travail de rénovation initié par son père. Le chapitre 5 révèle que son père lui a transmis son amour pour l’Église, lui expliquant que son héritage réside désormais dans les murs de l’Église. Enfin, dans un sixième et dernier chapitre, Constantin se désigne comme fondateur et termine sa narration. Il s’attribue le mérite de la construction de la chapelle de Saint Lazare et y enterre sa femme, Maria Komnene Tornikina, afin de renforcer la légitimité de son statut de fondateur.
L’historien Jonas J.H. Christensen analyse l’argumentation de Constantin et, pour lui, sa narration est bien rodée pour laisser une image de fondateur. Il fait une sorte d’autobiographie narrative. Constantin minimise grandement le rôle de son père dans les travaux de rénovation du monastère, notamment en changeant les mots désignant l’église dans le typikon. Il parle de reconstruction au lieu de rénovation et de monastère au lieu d’église. Puis, il combine les dépenses de la rénovation et de la construction de la chapelle pour saint Lazare, afin de lui donner de l’importance quant à ses dépenses effectuées. La reconstruction aurait coûté la somme de 16 000 nomismata. Le dernier argument de Christensen, minimisant la participation de Constantin dans la rénovation, concerne le fait que dans le chapitre 3, Constantin dit à propos de la rénovation « For I was still a child when the [project] was completed. ». Il se contredit puisqu’il avait dit auparavant avoir participé à la rénovation, ce qui ne semble pas être le cas.

## Politique matrimoniale autour des Paléologues
À partir de la reprise de Constantinople et du couronnement de Michel VIII paléologue en 1261, une politique matrimoniale se met en place. Michel veut se constituer un important réseau afin d’étendre son clan familial d’aristocrate. C’est ce que l’historien Niels Gaul a appelé la Networking Strategies.  Ce réseau commence à prendre réellement forme sous Andronikos II Paléologue. Les cinq familles importantes liées à la famille impériale sont les Mouzalon, Choumnos, Metochites, Akropolites, Neokaisareites. Dans son article, Niels Gaul propose un schéma très intéressant permettant de mieux saisir les enjeux de cette networking strategies.
Dans ce network, Constantin Acropolite fait partie de la middling-class, mais par le biais de ses deux filles, il se rattache à la famille impériale. Sa première fille, Théodora se marie en 1294 avec le neveu et pinkernès de Andronikos II, Alexios Philanthropenos. Cela permet à sa fille d’intégrer la sphère de la famille impériale. Puis sa deuxième fille, dont le nom n’est pas connu des sources, se marie avec Michel Komnenos, empereur de Trébizonde et neveu de Andronikos II. C’est donc par ces liens que Constantin et ses deux filles se raccrochent à la sphère de la famille impériale.
Cette networking strategies autorisait les acteurs principaux, c’est-à-dire les cinq familles évoquées précédemment, à marier une fille à un homme du clan des Paléologues. Il pouvait s’agir soit des fils de l’empereur ou des neveux au troisième degré. Pour Constantin Acropolite, tout ne se passe pas comme prévu puisque son fils par alliance, Alexios, fomente un coup d’État contre Andronikos. Son projet échoue en 1295 et il est aveuglé pour trahison en 1296. Cet événement vient mettre en péril le statut de Constantin qui, avec cette affaire, perd son commandement et est exilé de Constantinople. Le mariage de la deuxième fille de Constantin avec l’empereur de Trébizonde, Michel, permet d’effacer le mariage de Théodora et Alexios. Cela lui permet de rapprocher les Acropolites et les Paléologues et ainsi, récupérer la confiance de l’empereur ainsi que ses fonctions.

## Œuvres hagiographiques
Constantin Acropolite a beaucoup écrit sur les saints, dont les reliques étaient disposées dans les églises de Constantinople. Nous allons évoquer trois de ces œuvres hagiographiques sur lesquelles un travail contemporain a été effectué. Constantin a rédigé l’éloge de Saint Eudocime dans un manuscrit dont la cote est BHG 606 en 31 chapitres. Cet éloge est écrit dans un but édifiant et didactique. Nous possédons deux autres codices de la vie de saint Eudocime, le Hierosolymitanus Sancti Sepulcri 40 datant du XIIIe siècle, et le codex 228 du monastère Dionysiou sur le mont Athos écrit entre 1420 et 1421. Ce qui frappe les modernes et les contemporains, par rapport aux deux manuscrits évoqués précédemment, c’est l’habileté rhétorique dont Constantin fait preuve.
Il a également écrit sur Jean le Jeune Miséricordieux, un saint personnage du XIVe siècle. La particularité de cet écrit, c’est qu’au lieu de rédiger une vie (βίος), il a rédigé l’œuvre de saint Jean sous la forme d’un discours (λόγος). Il a basé son œuvre sur deux ou trois miracles que cet homme a accomplis. C’est surtout l’intérêt que le professeur de Constantin, un contemporain de Jean, portait pour lui, qui a pressé Constantin à écrire sa vie. Cette œuvre lui a valu la reconnaissance de son statut d’hagiographe talentueux. Nous en apprenons beaucoup sur la vie de Constantin et sur la situation de l’Empire dans ce discours. Notamment avec, à la fin du discours, une invocation de saint Jean pour soulager la pression des Turcs sur l’Empire byzantin. Nous y apprenons également que son père, Georges, a servi la famille des Paléologues et qu’il a soutenu le coup d’État de Michel VIII Paléologue contre la dynastie des Batatzes. Le miracle accompli par saint Jean, d’après Constantin, est d’avoir redonné la vue à la fille d’un paysan. Ce dernier devait ramener ses reliques à Nicée afin de voir sa fille recouvrer la vue. Comme dit précédemment, ce qui a poussé Constantin à écrire sur lui, c’est son professeur. Ce dernier, dans sa jeunesse, était atteint d’une maladie menaçant de le rendre aveugle. C’est Jean le Jeune Miséricordieux qui l’aurait soigné en accomplissant un miracle.
Dans sa légende de saint Zotique, nous en apprenons sur la situation de l’Empire byzantin au IVe siècle et sur la façon dont les lépreux étaient traités. En effet, saint Zotique avait la particularité de s’occuper des lépreux et de les amener hors de la ville pour empêcher la contamination et espérer soigner ces derniers. Nous en apprenons également sur la rédaction, par Constantin Acropolite, d’une Akropolites Vita qui aurait été débutée vers 1270 et terminée à la fin de sa vie, vers 1324. Elle apparaît dans le codex Ambrosianus H.81 Suppl. (folios 1-11). Dans cette légende de saint Zotique, Constantin nous en apprend sur le règne de Constance II (r. 337-361), sur l’augmentation rapide de la population au IVe siècle, et sur le système « d’aumône de grain » pour 80 000 citoyens natifs.